# ホッホシュタット - プロブストツェラ線
ホッホシュタット - プロブストツェラ線 (ホッホシュタット - プロブストツェラせん、ドイツ語: Bahnstrecke Hochstadt-Marktzeuln–Probstzella) はバイエルン州ホッホシュタット・アム・マインとテューリンゲン州プロブストツェラを結ぶ幹線鉄道である。この路線はザールフェルト - プロブストツェラ区間を合わせてフランケンヴァルト線とも呼ばれており、ライプツィヒ - ニュルンベルク区間の遠距離交通経路の一部として使用されている。
　

## 沿線概況

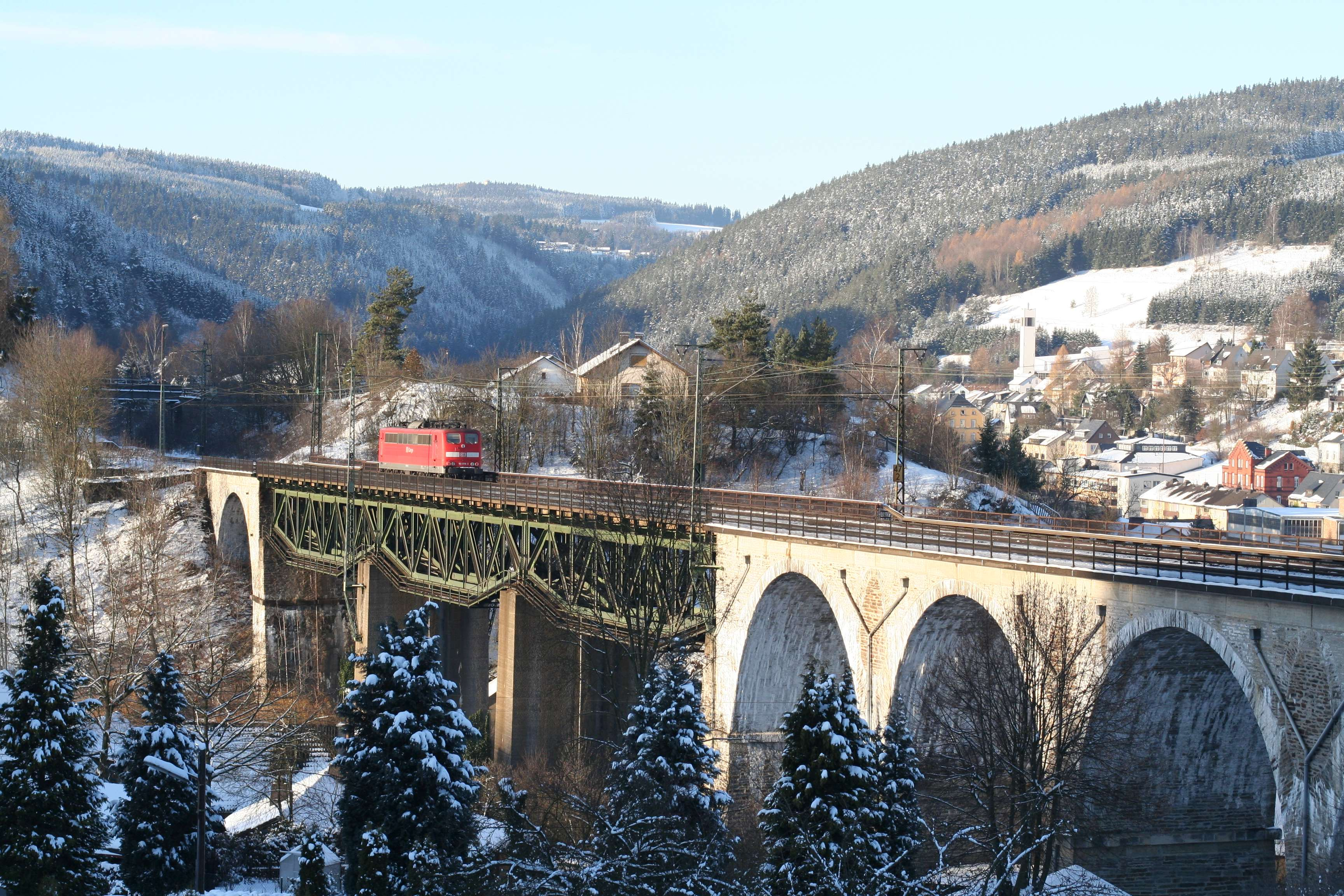
トローゲンバッハ高架橋を走行する151形機関車

ホッホシュタット - プロブストツェラ線はホッホシュタット＝マルクトツォイルンでルートヴィヒ南北線から分岐して、列車はまずマイン川を渡る。この路線はクローナッハまでローダッハ川の上流方向へ、そして国道173号と平行に続く。列車はクロナッハからローダッハ川の支流であるハースラッハ川の上流方向へ走行して、プロブストツェラまで国道85号を沿って走行する。プレッシヒからライン川とエルベ川の分水嶺まで険しい坂が続いて、シュタインバッハ・アム・ヴァルトでは高度が594.5 mに至る。
列車はレンシュタイク稜線の下を横断して、下り坂を通じてルートヴィヒスシュタットへ向かう。そこでロクヴィツ川がこの路線へ接近し、トローゲンバッハ高架橋が町の上を横断する。列車がラウエンシュタインを通過し、シーファー山地の山麓に沿って進む。バイエルン州とテューリンゲン州との境界線では路線記号も距離里程標も変わる。列車はプロブストツェラ駅に到着しその後ザールフェルトへ続いて向かう。

## 歴史

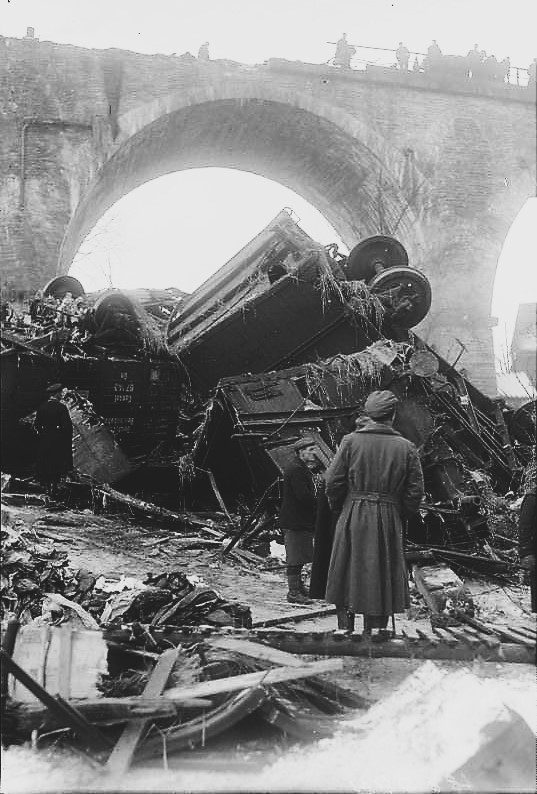
1924年発生したルートヴィヒスシュタットの列車墜落事故

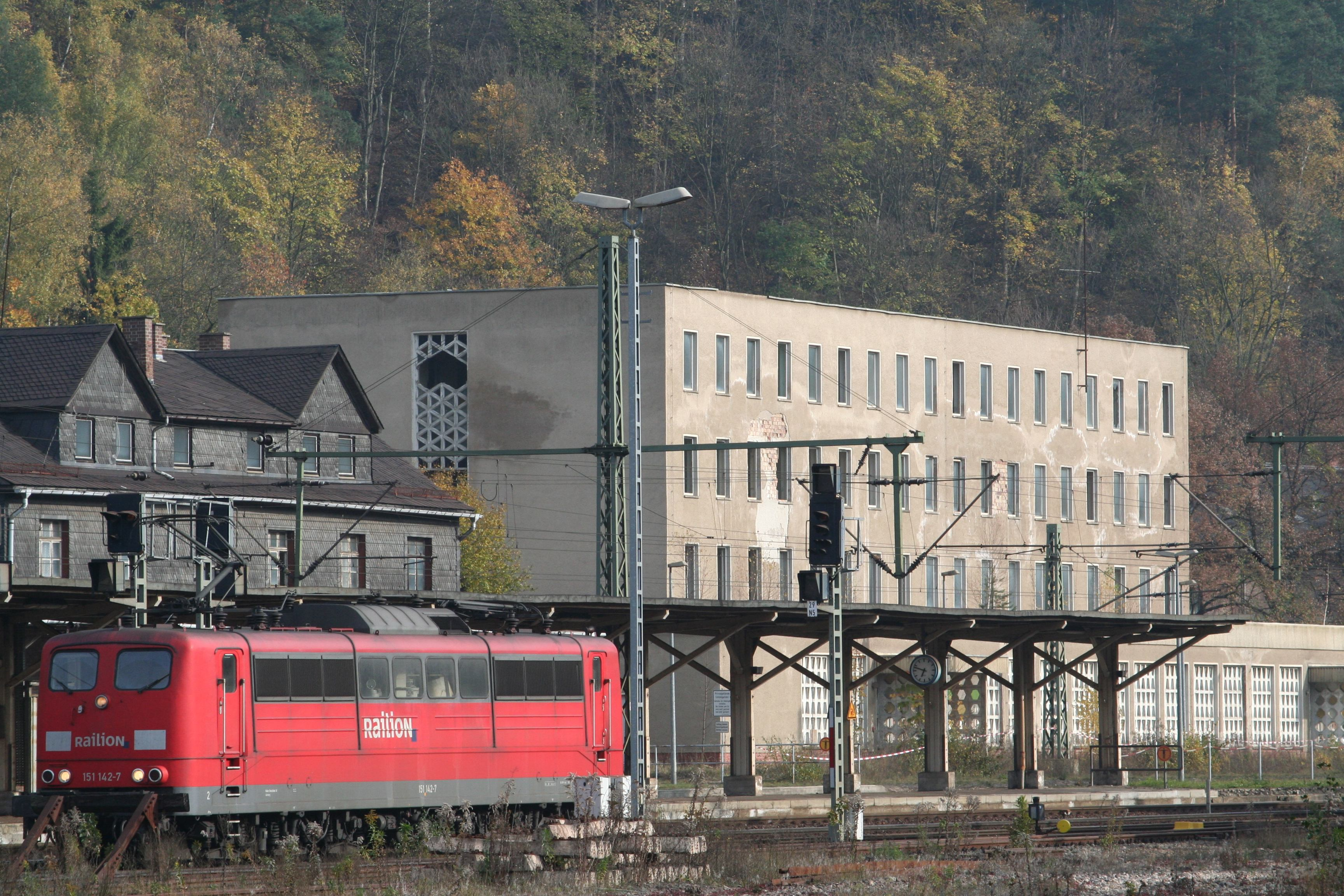
プロブストツェラ駅の国境統制所建物 (2008年以前)

### ホッホシュタット - シュトクハイム区間
1841年からシュトクハイムの炭鉱の経営者達はルートヴィヒ南北線を自分の地域へ誘致しようと努めた。本線がマイン川に沿って開通された後、炭鉱業者達は鉄道連結の方策を捜した。1859年12月4日、ホッホシュタット - シュトクハイム間賃貸鉄道 (Pachtbahn) の建設に関する協定が、王立交通機関、クローナッハ市、テオドル・フォン・クラーマー＝クレット (Theodor Freiherr von Cramer-Klett, 1817~1884) の三者の間にニュルンベルクで締結された。1861年2月20日ホッホシュタット - グンデルスドルフ区間が、1863年3月1日グンデルスドルフ - シュトクハイム区間が開業された。

### ロクヴィツ谷線
1882年1月シュトクハイム - アイヒヒト (のちのカウルスドルフ) 区間に、既存線路を連結して幹線鉄道を建設することを目的とする条約はバイエルン王国、プロイセン王国、ザクセン＝マイニンゲン公国、シュヴァルツブルク＝ルードルシュタット侯国の間に締結された。1885年8月8日シュトクハイム - ルートヴィヒスシュタット区間及びアイヒヒト - プロブストツェラ区間が、同年10月1日には区間が開通された。バイエルン王立鉄道はファルケンシュタインとプロブストツェラとの間の国境部分を賃貸及び運営した。
国境駅であるプロブストツェラ駅では、初めにはバイエルン王立鉄道の機関車がプロイセン王立鉄道の機関車に交換され、貨物はは駅の荷役場で取り扱われた。ベルリン - ミュンヘン間直通列車が1897年登場した前には、乗客は違う鉄道会社の列車へ乗り換えねばならなかった。
この路線は本来なら単線で建設されたが、複線化に備えるために路盤 (Planum) が敷かれていた。上り坂で補助機関車が本務機関車を補助してたびたび復帰したので、そこには二番目の線路が必要であった。それで1890年11月にローテンキルヒェン - プロブストツェラ区間の登り坂が複線化されることがてきた。1905年5月1日ホッホシュタット - ローテンキルヒェン区間で二本の線路を用いることが可能であった。

### ドイツ帝国鉄道時代
1920年リヒテンフェルス工場に属して元には補助用機関車を提供した、プレッシヒ＝ロートキルヒェン機関区が自体工場として昇格した。1924年2月18日貨物列車は速度超過と制動装置の故障の原因で脱線して、トローゲンバッハ高架橋の下へ墜落した。この事故で二人が死亡し、四人が重傷を負った。1935年ニュルンベルク - ハレ及びライプツィヒの電化計画が立てられ、同じ年に工事が始まった。1939年5月にE19形電気機関車の最初運転はニュルンベルク - ザールフェルト区間で実現された。

### ドイツ連邦鉄道時代
ドイツ分断期間にはこの路線の重要性が低下した。内部国境線からプロブストツェラ駅までの区間及び施設物は1945年ニュルンベルク管理局からエアフルト管理局に移管された。1946年ソヴィエト連邦の占領地域で線路は単線化され、電力供給施設は戦争賠償の名目で撤去された。1950年の初期にエルフルト管理局は国境線 - プロブストツェラ区間に電車線を再び設置して、この路線の登り坂で電気運転が可能となった。ニュルンベルク管理局はこの時に必要な物品、装備を提供した。この路線は東西ドイツを結ぶ、唯一な電化された鉄道であった。
一方ホッホシュタット＝マルクトツォイルン - フォェルチェンドルフ間及びルートヴィヒスシュタット - ファルケンシュタイン信号扱い所は1949年まで単線化された。1968年9月プレッシヒ＝ローテンキルヒェン工場は廃止された。
ドイツ再統一までベルリン行きの国境線通過列車がこの路線を経て国境線を超えた。1972年国境地帯の列車編がトランジット協定により追加された。越境統制はルートヴィヒスシュタット及びプロブストツェラで実施されていた。プロブストツェラ駅で越境統制所は2008年撤去されるまで保存されていた、最後の建物であった。

### ドイツ鉄道時代
ドイツの再統一以後、この路線は全判的に改修され、この路線の複線化及び電化は再び行われた。線路間隔は3.5 mから4.0 mに広がって、その工事時間は特に狭い谷の区間では長く掛かった。車体傾斜式車両の対応のために速度警報・保安装置が線路へ設備されて、運行時間は20分ほど短縮された。2000年以後ベルリン - ミュンヘン区間のICE列車がこの路線に投入され、約1時間間隔で運行された。シュタインバッハ・アム・ヴァルトと州境界線の間は、たくさんの急な曲線のため、遠距離列車の運行速度には不利である。2017年12月からほとんどの特急列車がバンベルク - エルフルト区間の高速線を経由するので、速度向上のための工事はそれ以上計画されなかった。

## 運行形態
IC17列車はウィーン方面およびベルリン方面に運行してこの路線を1日一往復で停車せずに通行する。2017年12月までベルリン - ミュンヘン区間のICE列車はこの路線を経由した。ホッホシュタット＝マルクトツォイルン - ルートヴィヒスシュタット区間の運賃制はニュルンベルク広域運輸連合 (Verkehrsverbund Großraum Nürnberg, VGN) により管理されている。
- IC 61: カールスルーエ - シュトゥットガルト - アーレン - ニュルンベルク - バンベルク - リヒテンフェルス - クローバッハ - ルートヴィヒスシュタット - ザールフェルト - ライプツィヒ。120分ごと[6]。使用車両は147形機関車とIC2客車のプッシュプル列車。
- 快速列車 (RE 14) : ニュルンベルク - エアランゲン - バンベルク - リヒテンフェルス - クローナッハ - グンデルスドルフ - シュトクハイム - プレッシヒ＝ローテンキルヒェン - フォェルチェンドルフ - シュタインバッハ・アム・ヴァルト - ルートヴィヒスシュタット - プロブストツェラ - ザールフェルト。60分ごと。使用車両は1462形電車。
- 普通列車 (RB 25) : バンベルク - リヒテンフェルス - ホッホシュタット＝マルクトツォイルン - レドヴィツ - キュプス - ノイゼース - クローナッハ。60分ごと。使用車両はRE14と同じ。